# Uomo che sospende la lettura
L'Uomo che sospende la lettura è un dipinto a olio su tavola (67,5x53 cm) attribuito a Francesco Mazzola, detto il  Parmigianino, databile al 1529 circa e conservato nel Kunsthistorisches Museum di Vienna.

## Storia e descrizione
L'opera è nota dal 1718, quando fu inventariata nelle collezioni di Rodolfo II a Praga come lavoro di Correggio. Con la medesima attribuzione giunse a Vienna nel 1723 e fu Ktaft, nel 1857, a riassegnarla a Parmigianino. La critica successiva ha confermato l'attribuzione (Frölich-Bum, 1921, Gamba, 1940, Longhi, 1958, Di Giampaolo, 1991, Gould, 1994, Chiusa, 2001), con l'eccezione di Copertini (1932) e Barocchi (1950), che la consideravano una copia, e di Arturo Quintavalle (1948), che parlò di Michelangelo Anselmi o Girolamo da Carpi. 
Su uno sfondo bruno, un giovane vestito di nero con cappello dello stesso colore, è ritratto a mezza figura, col gomito appoggiato a un tavolo e l'indice alla tempia, mentre l'altra mano regge un libro aperto. L'età è giovane, i capelli castani in ciocche corte e la barba folta, a tratti bionda. Ha lo sguardo pensieroso, come se avesse sospeso la lettura per seguire un ragionamento. Lo stile della pittura è rapido, fatto di pennellate che lasciano tratti non fusi tra di loro, ben visibili sulla fronte, sul farsetto e sul libro. Si tratta di una caratteristica stilistica tipica del periodo bolognese.